# Peter Rainier
Peter Rainier (Inghilterra, 24 novembre 1741 – Westminster, 7 aprile 1808) è stato un ammiraglio e politico britannico.
Dal 1794 al 1805, Rainier fu comandante in capo della marina inglese nell'East Indies Station che aveva competenza sul mare compreso tra il Capo di Buona Speranza ed il Mar Cinese meridionale.

## Biografia

### I primi anni
Rainier nacque in Inghilterra il 24 novembre 1741, nipote di Daniel Regnier, un rifugiato ugonotto, nonché figlio di Peter Rainier di Sandwich. Entrò nella Royal Navy nel 1756, con lo scoppio della Guerra dei sette anni. Dopo un periodo come marinaio ordinario a bordo della HMS Oxford, Rainier venne trasferito nel 1758 a bordo della HMS Yarmouth. Prestò poi servizio a bordo della HMS Norfolk e poi della HMS Burford. Il 26 maggio 1768, lavorando come mercantile a bordo di una delle navi della sua famiglia, Rainier venne promosso al grado di tenente di vascello.
Nel corso della Guerra d'indipendenza americana, Rainier venne ferito l'8 luglio 1778 mentre era impegnato nella cattura di una grande nave americana. Promosso di rango e passò come capitano a bordo della HMS Astraea (32 cannoni). Dal 1786 al 1790 ottenne il comando della stazione della Giamaica.
Nel 1790, divenne comandante della HMS Monarch. L'8 maggio 1792, George Vancouver gli dedicò Mount Rainier nel moderno stato di Washington, così commentando con queste parole:
"Il tempo era sereno e piacevole e la campagna era lussureggiante. All'estremità nord, il Monte Baker portava il compasso a N. 22E.; la montagna nevosa la dedicai al mio amico, il contrammiraglio Rainier, chiamandolo appunto Mount Rainier, N(S) 42 E."
All'inizio del 1793, Rainier venne posto a bordo della HMS Suffolk (74 cannoni). Dal 1794 al 1805, Rainier comandò delle operazioni navali con la Royal Navy nell'East Indies Station. Nella reggenza del suo incarico gran parte del territorio era dominato dalla marina militare inglese.
Nel 1795, Rainier venne promosso contrammiraglio. Quattro anni dopo, venne promosso viceammiraglio. Prestò servizio nelle Indie Orientali come commodoro e comandante in capo della flotta locale.
Nel 1800, comandò una spedizione a Giava. Il 23 agosto 1800 la Sybille, la Daedalus, la Centurion e la Braave entrarono a Batavia e catturarono cinque vascelli armati olandesi distruggendone altri 22. Gli inglesi assunsero uno dei vascelli catturati in servizio nella Royal Navy ed il capitano Henry Lidgbird Ball della Daedalus rinominò tale nave HMS Admiral Rainier, riequipaggiandola. (la Admiral Rainier venne venduta nel settembre del 1803.)
Nel 1805 Rainier tornò in Inghilterra e si ritirò dal servizio attivo.

### Gli ultimi anni
Dopo il ritiro, Rainier continuò la sua attività come consulente del ministero della marina inglese e nel 1805 venne promosso admiral of the Blue per celebrare la vittoria nazionale della Battaglia di Trafalgar. Nel 1807, divenne membro del parlamento per la costituente elettorale di Sandwich. Morì l'anno successivo nella sua casa di Great George Street, a Westminster.
Rainier lasciò un'eredità del valore di 250.000 sterline, lasciandone il 10% al Cancelliere dello Scacchiere affinché utilizzasse tale somma per ridurre il debito nazionale:
...perché la Royal Navy, a cui ho dovuto gran parte della fortuna che ora possiedo, mi ha concesso più meriti di quanti meritassi.